# Porcellio pumicatus
Porcellio pumicatus là một loài chân đều trong họ Porcellionidae. Loài này được Budde-Lund mô tả khoa học năm 1885.